# ماثيو فرنسيس ماغواير
ماثيو فرنسيس ماغواير (بالإنجليزية: Matthew Francis McGuire)‏ هو محامي وقاضي أمريكي، ولد في 30 مايو 1898 في سانت جونز في كندا، وتوفي في 24 يناير 1986 في واشنطن العاصمة في الولايات المتحدة.